# けち

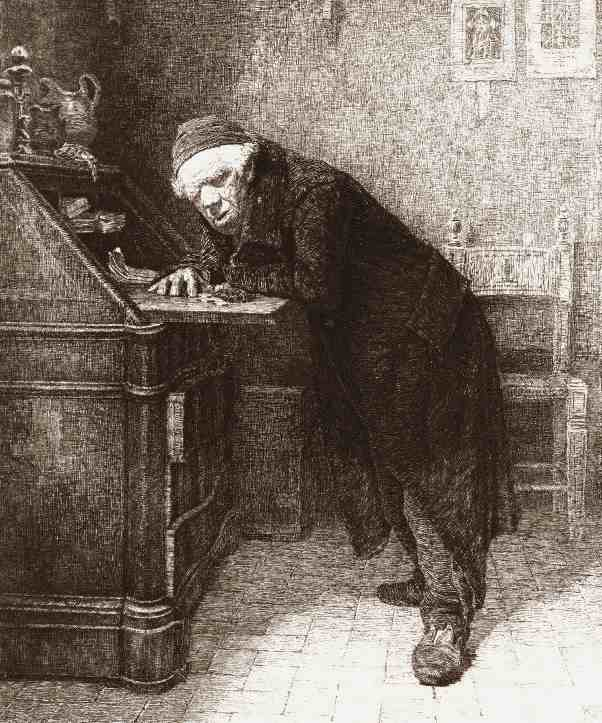
アントニオ・ピッチニの版画「けち (L'Avaro)」 （1878年）、部分。

けちは、金銭や品物を惜しんで出さないこと、また、そのような人。吝嗇家（りんしょくか）ともいい、「けち」に「吝嗇」の字を当てることもある。また、特に金銭を溜め込むことに執着する人物は「守銭奴（しゅせんど）」と称されることもある。金に執着する人のことを「銭ゲバ」と呼ぶ場合もある（ジョージ秋山の同名漫画 (1970年)を起源とする）。
人物類型としてのけちは、いつの時代にも人気のある魅力的な題材であり、様々な文化において作家や芸術家が作品を生み出す豊かな主題となってきた。

## けちに関する諸説
けちの態度の説明のひとつとして、ジークムント・フロイトの肛門性格 (anal retentiveness) の理論があり、幼児期におけるトイレットトレーニング（排泄訓練）が、けちの行動を形作っていく要因となっていると考えるが、この見解は発表されて以来、様々な批判を受けてきた。
キリスト教圏の西洋では、金を集めることにもっぱら関心を寄せる人物は、教会の教えによって差別されてきた。キリスト教の立場からすれば、けちも高利貸しも、七つの大罪のひとつである強欲にあたるものとされ、両者はしばしば混同されることがある。外典的書物である『ヘルマスの牧者』に見える「ニレとツタ」の寓話は、富者と貧者が互いに助け合う関係にあるべきだと説いている。富をもつ者は、救済を受けるためには貧しき者の祈りをしなければならないが、これは慈善を行なわなければ達成できない。キリスト教のこうした教義を説明した後年の典型的な例は、アースキン・ニールによる『The Riches that Bring No Sorrow』（1852年）で、そこではフィランソロピストと、けち (miser) を対比した、一連の伝記を踏まえて道徳譚が語られている。
これと並行して、古典古代から継承された考えとして、けちを奇人の一類型とする傾向があった。G・H・ウィルソン (G. H. Wilson) による全4巻の短い評伝集『The Eccentric Mirror』（1807年）をはじめ、19世紀の書物には、けちについての説明がいろいろ見出せる。例えば、チャールズ・ディケンズの小説『互いの友 (Our Mutual Friend)』（1864年/1965年）では、けちは、喜劇的な扱いをされ、ヴィクトリア朝の資本主義に鋭く切り込んだ分析が示される。この小説の第3章では、ボフィン氏 (Mr Boffin) が、養女としたベラ・ウィルファー (Bella Wilfer) の、富や地位への執着を解くために、けちのようにふるまってみせる。